# هيموفانادين

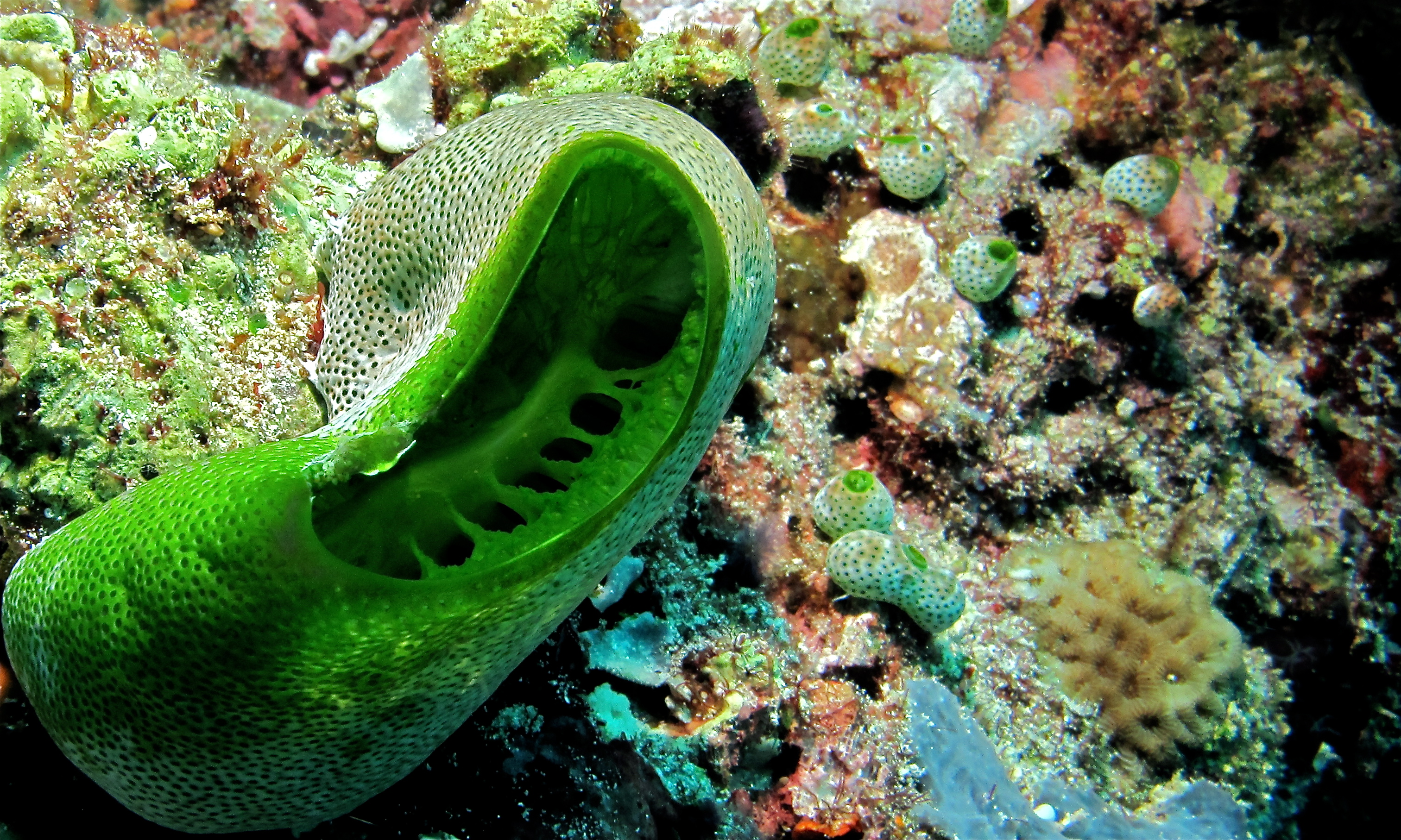
بخ البحر (رخوى الديدمنوم) نوع من الغلاليات الاستعمارية قبالة سولاويزي، إندونيسيا

الهيموڤانادين أو الفانادوسيت هو أحد البروتينات المرتبطة بالفاناديوم (الفانابين) له لون أصفر شاحب ويتواجد في خلايا الدم وأيضًا في المزقييات (كيسيات البحر) وغيرها من الكائنات (خاصة الكائنات البحرية). هو أحد البروتينات القليلة المعروفة بإحتوائها على الفاناديوم. اكتشف الكيميائي الألماني مارتن هينز الفاناديوم لأول مرة في الزقدين (كيسيات البحر) في عام 1911. الهيموفانادين لا ينقل الأكسجين، على عكس الهيموسيانين والهيموغلوبين.